# Martin Roos
Martin Roos (Satchinez, Tamiška županija, Rumunjska, 17. listopada 1942.) prelat je Katoličke Crkve i umirovljeni biskup temišvarski. 

## Životopis
Dolazi iz Rumunjske iz njemačke nacionalne manjine. U rodnom je mjestu završio osnovnu školu. Od 1957. do 1961. pohađao je srednju školu u Albi-Iuliji. Bogoslovni studij pohađao je u istom gradu. Studij je nastavio u Njemačkoj na Filozofsko-bogoslovnoj visokoj školi u Königsteinu. Svećeničke je sakramente primio 3. srpnja 1971. godine. Zaredio ga je dr Karl Joseph Leiprecht, biskup Rottenburga i Stuttgarta. Roos je bio duhovnikom u Stuttgart-Obertürkheimu (1971. – 1973.) i Stimpfachu (1973. – 1990.).
Umirovljeni biskup je Temišvarske biskupije. Za biskupa te biskupije postavio ga je papa Ivan Pavao II. Bio je apostolski upravitelj Zrenjaninske biskupije 2020.

## Radovi
- Martin Roos: Maria-Radna. Ein Wallfahrtsort im Südosten Europas., Band I, Schnell & Steiner, Regensburg, 1998, ISBN 3-7954-1170-X
- Martin Roos: Maria-Radna. Ein Wallfahrtsort im Südosten Europas., Band II, Schnell & Steiner, Regensburg, 2004, ISBN 3-7954-1183-1
- Martin Roos: Erbe und Auftrag. Die alte Diözese Csanád. Von den Anfängen bis zum Ende der Türkenzeit. 1030–1716, Band I, 2009, S. 550

## Vanjske poveznice
- Kulturraum Banat (nje.)
- www.osthessen.news.de, Ehrendoktor-Würde für Bischof ROOS von Temeswar - Hrabanus-Maurus-Akademie (nje.)